# Politikai rendszer
A politikai rendszer azoknak a struktúráknak és szabályoknak az összessége, amelyen belül a hatalmi cselekvés zajlik, illetve a hatalmi kérdések eldőlnek. A politikai rendszer a társadalmi struktúra alrendszere, amelyet a jogrendszer, a gazdasági rendszer és a politikai kultúra alakít. Maga a fogalom David Easton 1981-ben publikált "The Political System" című művében jelent meg; azóta az amerikai és európai szóhasználatban is elterjedt.

## A politikai rendszer további definíciói
A politikai rendszer több különböző egyedi definícióval írható le.
- A politikai rendszer társadalmi intézmények, politikai szervezetek, érdekcsoportok (úgy is mint pártok, szakszervezetek, lobbikörök) összessége, valamint a kapcsolat az intézmények, a politikai normák és szabályok között, amelyek azokat működtetik választások, jogrendszer, különös tekintettel az alkotmányra.
- A politikai rendszer a hatalmon lévő társadalmi csoportok tagjai által alkotott rendszer.
- A politikai rendszer az a rendszer, amellyel az uralkodó hatalom biztosítja a hatalomgyakorlás kizárólagosságát.
- A politikai rendszernek szükségszerűen két fő tulajdonsága van: az egymásra utaltság kényszere és a környezetre (társadalomra) kifejtett cselekvéseinek tűréshatárai.
- Nem egy önmagát gerjesztő rendszer. Létezik környezete ami befolyásolja a működését.

## Kormányzati rendszerek
A köztársaságokban a leggyakoribb kormányzati rendszerek a következők:
- elnöki rendszer (az elnök messzemenő hatáskörrel rendelkezik, és általában egyszerre állam- és kormányfő)
- félelnöki rendszer (vegyes forma az elnöki és a parlamenti rendszer között)
- parlamenti rendszer (a parlament áll az államhatalom középpontjában.)

A monarchiákban a leggyakoribb kormányzati rendszerek a következők:
- Abszolút monarchia (az uralkodónak abszolút és korlátlan hatalma van)
- Alkotmányos monarchia (Az uralkodót alkotmány korlátozza, de a parlament nem.)
- Parlamentáris monarchia (Az uralkodó hatalma erősen korlátozott és általában csak kevés befolyása van az államügyekre).

## A politikai rendszer fő típusai minőségük szerint

### Demokratikus
A demokrácia (politikai rendszer) feltételez egy társadalmi szerződést, ami gyakran írott, demokratikus alkotmány formájában valósul meg.
„A demokrácia nem csupán annyit jelent, hogy a többség nézeteinek mindig diadalmaskodnia kell: olyan egyensúlyt kell kialakítani, amely biztosítja a kisebbségekkel szembeni igazságos és megfelelő bánásmódot, és megakadályozza a domináns pozícióval való visszaéléseket." 

### Autoriter és diktatórikus
- Autokrácia
- Katonai diktatúra
- Totalitarianizmus

## A politikai rendszerek egyéb felosztása
Fontos figyelembe venni, hogy gyakran szoros összefüggés található a különböző szellemi irányzatok, politikai rendszerek és kormányzati formák között.
Számos politikai rendszer átfedésben áll egymással, ráadásul rengeteg egymásból származó és különálló hierarchikus felosztás létezik.

### A politikai rendszerek elnevezéseinek listája
Az alábbi etimológiai lista ábécé-sorrendben felsorolja a politikai rendszerek valóságos, lehetséges és gondolati formáit.
- adhokrácia a politikai hatalom strukturálatlan
- androkrácia a politikai hatalom férfiaknál van
- arisztokrácia a politikai hatalmat a nemesség alkotja
- autokrácia a politikai hatalom egy személynél összpontosul
- banánköztársaság a kormány törvénytelen eszközökkel kormányzó diktátor vagy párt kezében van
- bankokrácia a kormány a bankok kezében van
- bürokrácia a politikai hatalom funkcióit közhivatalnokok töltik be
- deokrácia a politikai hatalmat vallásfüggetlen, ezoterikus hitrendszerű emberek alkotják[forrás?]
- demokrácia a politikai hatalom a nép által jut hatalomra
- etnokrácia a politikai hatalmat egy etnikai csoport tagjai alkotják
- gerontokrácia a politikai hatalmat idősek alkotják
- hierokrácia a politikai hatalmat főpapok vagy vallásos miniszterek alkotják
- kakisztokrácia a politikai hatalmat a legrosszabb emberek alkotják
- kleptokrácia a politikai hatalmat tolvajok alkotják
- meritokrácia a politikai hatalom funkcióit az arra érdemesek töltik be
- nepotokrácia a kormány családtagokból áll
- ochlokrácia a politikai hatalmat a csőcselék adja
- pártokrácia a politikai hatalom politikai pártoknál van
- plantokrácia a politikai hatalmat ültetvény-tulajdonosok alkotják
- plutokrácia a politikai hatalmat a gazdagok alkotják
- technokrácia a politikai hatalom szakértőkből áll
- thalasszokrácia a tengerek szuverenitása
- theokrácia a politikai hatalmat papokkal vagy vallási törvények segítségével birtokolja
- timokrácia a politikai hatalmat a tulajdonosi réteg birtokolja